# آپیتو
آپیتو (به فرانسوی: Appietto) یک کمون در فرانسه است که در canton of Ajaccio-7 واقع شده‌است. آپیتو ۳۴٫۴۱ کیلومتر مربع مساحت دارد ۴۳۱ متر بالاتر از سطح دریا واقع شده‌است.